# Keinath (Automobilhersteller)

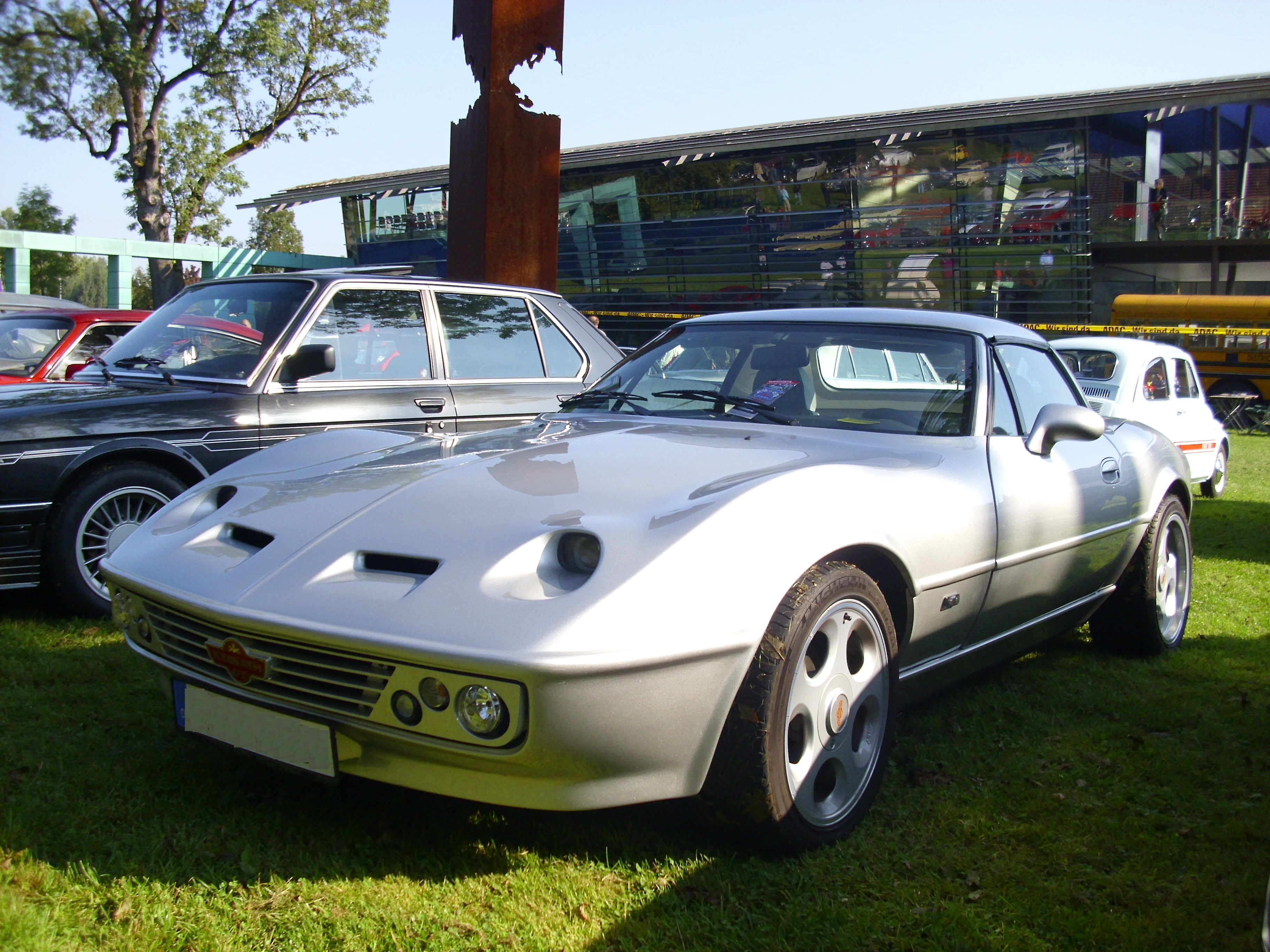
Keinath GT

Keinath war ein deutscher Automobilhersteller, der unter Leitung von Horst Keinath von 1993 bis etwa 2003 in Reutlingen Sportwagen herstellte.

## Unternehmensgeschichte

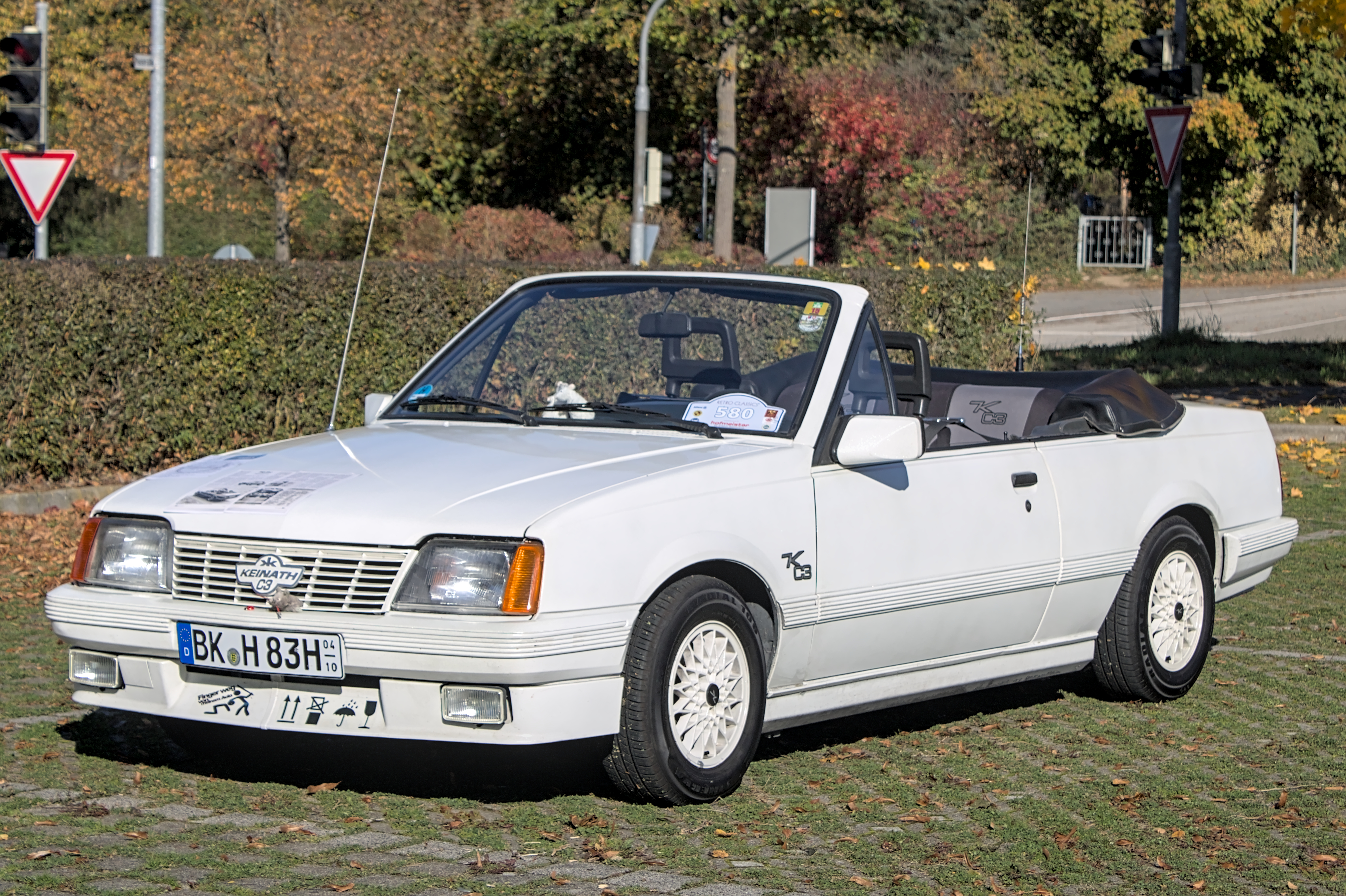
Cabrio-Umbau eines Opel-Ascona von Keinath

Horst Keinath (* 1943, † 2011) war vorher zusammen mit seinen zwei Brüdern Inhaber einer Opel-Vertretung in Dettingen an der Erms und entwickelte nach dem Ausscheiden aus diesem Betrieb, der 2005 liquidiert wurde, ein eigenes Automobil nach Muster des Opel GT. Als Grundform diente ein originaler Opel GT aus den 1970er-Jahren, der in der Breite um etwa 20 cm vergrößert wurde. Zuerst als Coupé gedacht, wurde daraus später ein Cabriolet mit voll versenkbarem Hardtop.

## Keinath GT/R
Der Keinath GT/R war ein Cabriolet mit voll versenkbarem GFK-Dach, das dem Opel GT recht ähnlich sieht. Er hatte eine GFK-Karosserie, einen Opel-V6-Motor und ein Opel-Fahrwerk. Der Preis lag bei etwa 180.000 DM. Insgesamt entstanden von 1997 bis 2000 vermutlich maximal 21 Fahrzeuge dieses Typs. Genaue Stückzahlen sind nicht bekannt. Die eingetragene Höchstgeschwindigkeit betrug 240 km/h. Die Ersatzteilversorgung ist weiterhin durch Opel gesichert.

## Keinath GT/C
2000 erschien das zweite Modell, der Keinath GT/C. Seine Karosserie lehnt sich stilistisch nicht mehr an den Opel GT an, sondern wurde von der Edag Engineering + Design AG für Keinath entwickelt. Wie der Vorgänger hat er einen Stahlrahmen und eine GFK-Karosserie und wird von einem Opel-V6-Motor angetrieben. Das 3,2-l-Aggregat entwickelt 218 PS (160 kW) und beschleunigt den 1320 kg schweren Wagen in 6,3 Sekunden von 0 auf 100 km/h. Die Höchstgeschwindigkeit liegt bei 248 km/h. Der GT/C ist 4280 mm lang und 1840 mm breit. Sein Verbrauch liegt bei 10,5 l/100 km. Der Verkaufspreis betrug bei Einführung 179.300 DM. Allerdings entstanden von dem GT/C nur 2 Prototypen, die sich heute im Besitz von Edag befinden. Dieses Fahrzeug war „Hauptdarsteller“ im deutschen Fernsehfilm „Erlkönig“, der im ZDF am 23. Juli 2010 zu sehen war.